# 大槺榔 (臺中市)
大槺榔，是臺灣臺中市清水區的一個傳統地域名稱，位於該區西南部。相較於今日行政區，其範圍大致包括武鹿里西南部、海濱里南半部、中社里不含東部（中央路以東地區）、槺榔里不含東南端（中央路以東地區）。

## 歷史
台灣清治末期，大槺榔地區為一街庄，稱為「大槺榔庄」，隸屬於大肚上堡。該庄西臨台灣海峽，北及東與秀水庄為鄰，東南與社口庄為鄰，南邊為梧棲港街。。
1901年（日明治三十四年）11月，全台廢縣廳改設二十廳，該庄隸屬於臺中廳。1903年（明治三十六年）6月，該庄編入「牛罵頭區」，仍隸屬於臺中廳。1909年（明治四十二年）10月，全台二十廳合併為十二廳，牛罵頭區隸屬不變。1920年（大正九年），全台地方制度大改正，該庄改制為「大槺榔」大字，隸屬於臺中州大甲郡清水街，大字下有「大糠榔」、「糠榔」小字名。
戰後清水街改制為清水鎮，隸屬於臺中縣，大字亦改制為里。1950年10月，中、彰、投分治，清水鎮隸屬不變。2010年12月，隨著臺中縣、市合併為直轄臺中市，清水鎮改制為清水區。

## 聚落
本地區發展較早的聚落為大槺榔、二槺榔、三槺榔，在日治期初期的官方地圖上已有記載。此外，本地區尚有竹仔寮、公崙、牛埔厝、西瓜寮、竹圍仔、甲桂林、忠勇新村等聚落。

## 交通
省道台10線（中清路九段）是臺中港至豐原的幹道，其西側端點位於大槺榔地區西部的省道台17線路口。由此向東南東經省道台17線清水交流道後出境，可前往清水市區、沙鹿、大雅、神岡、豐原等地。
省道台17線（臨港路五段）又稱「西部濱海公路」，是臺中市清水區甲南至屏東縣枋寮鄉水底寮的幹道，大致以北北東－南南西走向經過本地區西部邊界地帶。由該道路向北北東轉東北東可前往四塊厝、三塊厝的甲南並止於省道台1線路口，向南南西可前往梧棲、龍井、伸港、線西等地。
省道台61線又稱「西部濱海快速公路」，是新北市八里至臺南市安南的快速公路，大致以北北東－南南西走向經過本地區部偏東地帶，由此可快速前往台灣西部海岸各地。
區道中50-1線（漁港路、海濱路）是塭子寮至清水的道路，其西側端點位於本地區西北部省道台17線路口。由此向東南轉東南東沿海濱路蜿蜒而行至本地區東北部邊界以北北西—南南東走向出境後，可前往秀水、社口東北部、清水中心區並止於省道台10乙線路口。
區道中50-2線（鎮政路）是三供處至南社的道路，其西側端點位於本地區中部忠勇新村西北側。由此向東南東轉北北東再轉東南東，經省道台61線高架橋下後出境，可前往秀水、社口地區中部偏北地帶並止於區道中53線路口。
區道中53線（鰲峰路）是清水至梧棲的道路，其南側端點位於地區西南部邊地東側的省道台61線路口。由此向東北東出境後，可前往社口、清水市中心並止於省道台10乙線路口。
區道中59線（鰲峰路、中央路二段）是菁埔至海埔子的道路，大致以東北—西南走向轉北北東—南南西走向經過本地區東南部邊界地帶。由該道路東北轉北北東轉西北西再轉北北東，經省道台10線路口後繞過清海國中後出境，可前往秀水、四塊厝、三塊厝並止省道台1線路口，向南南西可前往南簡、大庄、鴨母寮、三塊厝、福頭崙東南部的田尾厝並止於區道中62線路口。

## 學校
- 清海國中
- 槺榔國小（西半部）

## 景點
- 臺中港大樹公（榕樹公）